# Turning Point (2023)
Pour les articles homonymes, voir Turning Point.
L'édition 2023 de Turning Point est un Pay-per-view de catch (lutte professionnelle) produit par la promotion américaine Impact Wrestling. L'événement a eu lieu le 27 octobre 2023 au Walker Activity Dome à Newcastle upon Tyne, en Angleterre. Il s'agit de la 16e et dernière édition de Turning Point.

## Contexte
Les spectacles d'Impact Wrestling sont constitués de matchs aux résultats prédéterminés par les scénaristes de la compagnie. Ces rencontres sont justifiées par des storylines – une rivalité entre catcheurs, la plupart du temps – ou par des qualifications survenues dans les shows. Tous les catcheurs possèdent un gimmick, c'est-à-dire qu'ils incarnent un personnage gentil (Face) ou méchant (Heel), qui évolue au fil des rencontres. Un événement comme Turning Point est donc un événement tournant pour les différentes storylines en cours.  

## Tableau des matchs
| Ordre par numéros | Résultat                                                                                         | Stipulation(s)                                                                                          | Temps |
| --- | ------------------------------------------------------------------------------------------------ | --- | ----- |
| 1P | Grado et Rhino battent Ryan Richards et Mike D. Vecchio                                          | Tag Team match                                                                                          | 4:26  |
| 2P | Leon Slater (c) bat Mark Haskins                                                                 | Match simple pour le North Wrestlng Championship                                                        | 11:22 |
| 3 | Eric Young et Josh Alexander battent Subculture (Mark Andrews et Flash Morgan Webster)           | Tag Team match                                                                                          | 14:02 |
| 4 | Gisele Shaw bat Alex Windsor                                                                     | Match simple                                                                                            | 8:38  |
| 5 | Rich Swann bat Trey Miguel (avec Zachary Wentz)                                                  | Match simple                                                                                            | 11:45 |
| 6 | Jordynne Grace bat Dani Luna                                                                     | Match simple                                                                                            | 8:48  |
| 7 | Joe Hendry bat Simon Miller                                                                      | Match simple                                                                                            | 8:21  |
| 8 | The Most Professionnal Wrestling Gods (Brian Myers et Moose) bat Frankie Kazarian et Chris Sabin | Tag Team match                                                                                          | 15:52 |
| 9 | Trinity (c) bat Deonna Purrazzo par soumission                                                   | Last Chance match pour le Impact Knockouts World Championship Gail Kim est l'arbitre spéciale du match. | 16:11 |
| 10 | Will Ospreay bat Eddie Edwards                                                                   | Match simple                                                                                            | 18:20 |
| La lettre C placée entre parenthèses désigne la personne ou l’équipe championne en titre. P – indique que le match a eu lieu lors du pré-show |                                                                                                  | |       |